# Christine Bakke
Christine Bakke (3 de junio de 1971) pasó cuatro años en el movimiento exgay intentando cambiar su orientación sexual a través de la terapia de conversión. Además de recibir asesoramiento pastoral y capacitación en discipulado, asistió a programas exgay, incluyendo Where Grace Abounds en Denver, Colorado y el Programa Living Waters.
En abril de 2007, junto con el actor y activista gay Peterson Toscano, Bakke cofundó Beyond Ex-Gay. En mayo de 2007, Bakke contó en la revista Glamour su experiencia como sobreviviente del movimiento exgay, o exexgay. También ha aparecido en Good Morning America de ABC, y en Colorado Public Radio.
Bakke participó en la Conferencia de sobrevivientes del movimiento exgay celebrada del 29 de junio al 1 de julio de 2007 en Irvine, California, y participó en Survivor Initiative, una serie de conferencias de prensa patrocinadas por Soulforce, en las que personas exexgay compartieron sus experiencias con el público como testigo y una advertencia sobre los peligros del movimiento exgay. Para la Iniciativa Survivor, Bakke diseñó collages originales para que cada uno de los oradores los presente.